# 蔡金臺
蔡金臺，字燕生、又字燕孫，江西省九江府德化縣（今江西省九江市）人，清朝政治人物、進士出身。
光緒十二年，登進士，同年五月，改翰林院庶吉士。光緒十五年，任翰林院編修。光緒十七年，任甘肅學政、湖北道監察御史。光緒三十年，任會試同考官。